# Sidra Trabanco
Sidra Trabanco es una empresa española que se dedica a la producción de sidra y derivados. Cuenta con dos lagares, ambos en el Principado de Asturias. Uno se encuentra en Lavandera (Gijón) y el otro en Pedrosa (Sariego), en plena Comarca de la Sidra. 

## Historia
Fue fundada por Emilio Trabanco, minero gijonés, en 1925. Su pasión por el mosto de las manzanas la compaginaba con su trabajo en la mina. Al retirarse del mundo de la extracción mineral, decidió dedicarse únicamente a la sidra. En sus orígenes, sus primeras recolecciones de la manzana fueron muy duras, en periodos que se prolongaban desde octubre hasta el día de Reyes. Con el paso de los años, convirtió su lagar de auto-consumo en Lavandera en un proyecto empresarial. Poco a poco, los caldos cosechados se empezaron a servir por todos los bares de Gijón, para luego distribuirse por el resto de Asturias.
En 1963, su hijo, Vicente Trabanco, y el cuñado de su hijo, Samuel Menéndez, se encargaron del negocio de Emilio. A partir de ese momento, la marca Trabanco experimentó un elevado crecimiento. En pocos años, la empresa tuvo que aumentar su producción hasta los 400.000 litros por cosecha. Manteniendo las técnicas artesanales de sus orígenes, fueron los primeros en incorporar a un enólogo experto en sidra a su plantilla. Con el paso del tiempo, la compañía se ha convertido en una referencia en el ámbito de la sidra.   
La familia, que ha ido traspasando el negocio de generación en generación, decidió crear Casa Trabanco en 1983. En su concepción original, este establecimiento había nacido como complemento al lagar en su finca de Lavandera. Sin embargo, fue alcanzando su propio protagonismo en el sector de la restauración. Fundado por uno de los nietos de Emilio, Samuel Trabanco, junto a su mujer, Toñi Olmo, posee una gran reputación en el panorama gastronómico asturiano. A través de la oferta de platos que concentran tradición de la zona, Casa Trabanco fue galardonado como "Mejor Chigre de Asturias" en 2016.

## Método de elaboración
Para la producción de sus caldos, Sidra Trabanco utiliza la técnica del mayado. Este método consiste en el troceado y aplastamiento de las manzanas para obtener el mosto a través de un sistema de prensas o lagares. Mientras el mecanismo está en marcha, varias personas se quedan vigilando para que el proceso se lleve a cabo sin percances. El jugo obtenido es filtrado y cae en una serie de toneles. Cuando ya no se cuela más líquido, estos responsables juntan los restos de manzana en el centro del lagar para aprovechar al máximo su zumo.

## Productos
La empresa se dedica principalmente a la elaboración de sidra natural. No obstante, también tiene otros productos derivados de la sidra. Entre ellos, destacan sus sidras espumosas, vermús de sidra o vinagres de sidra.

## Mercado nacional e internacional
Aunque su consumo mayoritario se da en Asturias, sus productos se pueden encontrar en cualquier punto de la geografía española, ya sean supermercados, hipermercados o establecimientos hosteleros. Sin embargo, su línea de distribución también sobrepasa las fronteras del panorama nacional. Actualmente, la marca está presente en varios países de Europa, América del Norte y Central.

## Premios
Desde sus inicios, la marca ha sido galardonada en múltiples ocasiones, tanto a nivel regional, nacional e internacional. A partir de 2013, cuando fue laureada con dos premios Pomme D'Or en Frankfurt, abrió una nueva etapa de éxitos con importantes premios en diferentes países.